# Доњи Вукшинац
Доњи Вукшинац је насељено место у општини Дубрава, до нове територијалне организације у саставу бивше општине Врбовец, у Загребачкој жупанији, Хрватска.

## Становништво

### Број становника по пописима
| Националност   | 2001. | 1991. | 1981. | 1971. | 1961. | 1953. | 1948. | 1931. | 1921. | 1910. | 1900. | 1890. | 1880. | 1869. | 1857. |
| бр. становника | 103   | 144   | 122   | 134   | 155   | 176   | 188   | 0     | 0     | 0     | 139   | 158   | 0     | 0     | 0     |

- напомене:

Као насеље исказује се 1890, 1900. и од 1948. Од 1857. до 1880. и од 1910. до 1931. исказивано је бивше насеље Вукшинац, за те су године подаци садржани у насељу Горњи Вукшинац.

### Национални састав
| Националност       | 1991.        | 1981.       | 1971.       | 1961.        |
| Хрвати             | 109 (75,69%) | 91 (74,59%) | 99 (73,88%) | 106 (68,38%) |
| Срби               | 25 (17,36%)  | 26 (21,31%) | 35 (26,11%) | 48 (30,96%)  |
| Југословени        | 1 (0,69%)    | 4 (3,27%)   | 0           | 1 (0,64%)    |
| остали и непознато | 9 (6,25%)    | 1 (0,81%)   | 0           | 0            |
| Укупно             | 144          | 122         | 134         | 155          |